# AMG-3055
A AMG-3055 é uma rodovia estadual de acesso que conecta Belmiro Braga a rodovia MG-353, e também é a única rodovia cuidada pela DER-MG ao município de Belmiro Braga. A rodovia é denominada como "Rodovia Ivo Lopes Franco" e obtém uma extensão de cerca de 16 quilômetros.

## Investimentos
Em dezembro de 2008, teve um investimento de 87 milhões de reais para várias rodovias na microrregião de Juiz de Fora, e um deles foi a AMG-3055.

## Acidentes
Em novembro de 2019, um acidente ocorreu na rodovia com o ferimento de 3 pessoas e a morte de um jovem de 26 anos com a colisão entre um ônibus que se deslocava entre Juiz de Fora e Belmiro Braga e um carro indo na direção oposta. O acidente ocorreu de madrugada, perto das 4h30m. Após, o motorista foi submetido pelo teste do bafômetro que deu em um resultado de alcoolemia acima do permitido.